# Kenilworth (Illinois)
Kenilworth – wieś w Stanach Zjednoczonych, w stanie Illinois, w hrabstwie Cook.